# Crotale
A Crotale (franciául: csörgőkígyó) kis hatótávolságú légvédelmi rakétarendszer, amelyet napjainkban a francia Thales vállalat fejleszt és gyárt. Az eredetileg Thomson CSF Matra által az 1970-es évek elején kifejlesztett rakétarendszer hatótávolsága változattól függően 11–16 km és rádió-parancs rávezetést alkalmaz. A rendszert mintegy 18 ország rendszeresítette.
Ukrajna 2022-ben két ütegnyi Crotale légvédelmi rendszert kapott Franciaországtól katonai segélyként.